# Résultats de la coupe d'athlétisme en salle européenne de 2003
 (mars 2025).
Motif : Page principale supprimée, probablement inadmissible aussi
- Archive Wikiwix
- Bing
- Cairn
- DuckDuckGo
- E. Universalis
- Gallica
- Google
- G. Books
- G. News
- G. Scholar
- Persée
- Qwant
- (zh) Baidu
- (ru) Yandex
- (wd) trouver des œuvres sur Wikidata

| 1. | Préciser le motif de la pose du bandeau. | Précisez le motif de la pose du bandeau en utilisant la syntaxe suivante : {{admissibilité à vérifier\|date=juin 2025\|motif=remplacez ce texte par le motif}}                                                                      |
| 2. | Informer les utilisateurs concernés.     | Pensez à avertir le créateur de l'article, par exemple, en insérant le code ci-dessous sur sa page de discussion : {{subst:avertissement admissibilité à vérifier\|Résultats de la coupe d'athlétisme en salle européenne de 2003}} |

 (septembre 2023).
Voici les résultats complets de la Coupe d'Europe des nations d'athlétisme en salle 2003, qui s'est tenue le 15 février 2003 à l'Arena Leipzig à Leipzig, en Allemagne.

## Résultats hommes

### 60 mètres
| Rang | Ligne | Nom                 | Nationalité     | Temps | Remarques | Points |
| ---- | ----- | ------------------- | --------------- | ----- | --------- | ------ |
| 1    | 1     | Jason Gardener      | Grande-Bretagne | 6.55  |           | 9      |
| 2    | 5     | Aristotelis Gavelas | Grèce           | 6.61  |           | 7      |
| 3    | 7     | Andrey Yepishin     | Russie          | 6h70  |           | 6      |
| 4    | 8     | Andrea Rabino       | Italie          | 6,72  |           | 5      |
| 5    | 3     | Marc Blume          | Allemagne       | 6,72  |           | 4      |
| 6    | 4     | Marcin Jędrusinski  | Pologne         | 6,73  |           | 3      |
| 7    | 6     | Jon Gutiérrez       | Espagne         | 6,86  |           | 2      |
| 8    | 2     | Aimé-Issa Nthépé    | France          | 7.04  |           | 1      |

### 400 mètres
| Rang | Série | Nom                  | Nationalité     | Temps | Remarques | Points |
| ---- | ----- | -------------------- | --------------- | ----- | --------- | ------ |
| 1    | B     | Marek Plawgo         | Pologne         | 46,76 |           | 9      |
| 2    | B     | David Canal          | Espagne         | 46,93 |           | 7      |
| 3    | A     | Jamie Baulch         | Grande-Bretagne | 46,99 |           | 6      |
| 4    | B     | Andrey Rudnitskiy    | Russie          | 47.31 |           | 5      |
| 5    | A     | Henning Hackelbusch  | Allemagne       | 47.51 |           | 4      |
| 6    | A     | Alessandro Cavallaro | Italie          | 47,78 |           | 3      |
| 7    | A     | Fabrice Zircon       | France          | 47,96 |           | 2      |
| 8    | B     | Stavros Vathistas    | Grèce           | 48.63 |           | 1      |

### 800 mètres
| Rang | Nom                    | Nationalité     | Temps   | Remarques | Points |
| ---- | ---------------------- | --------------- | ------- | --------- | ------ |
| 1    | René Herms             | Allemagne       | 1:48.65 |           | 9      |
| 2    | Dmitry Bogdanov        | Russie          | 1:49.30 |           | 7      |
| 3    | Nicolas Aissat         | France          | 1:49.43 |           | 6      |
| 4    | Miroslaw Formela       | Pologne         | 1:49.53 | P.B.      | 5      |
| 5    | Manuel Olmedo          | Espagne         | 1:49.55 |           | 4      |
| 6    | Christian Neunhauserer | Italie          | 1:49.57 |           | 3      |
| 7    | Neil Speaight          | Grande-Bretagne | 1:51.09 |           | 2      |
| 8    | Paulos Farougias       | Grèce           | 1:55.55 |           | 1      |

### 1500 mètres
| Rang | Nom                      | Nationalité     | Temps    | Remarques | Points |
| ---- | ------------------------ | --------------- | -------- | --------- | ------ |
| 1    | Juan Carlos Higuero      | Espagne         | 3:41.64  |           | 9      |
| 2    | Saïd Chébili             | France          | 3:42.27  | P.B.      | 7      |
| 3    | Zbigniew Graczyk         | Pologne         | 3:42.55  |           | 6      |
| 4    | Michael East             | Grande-Bretagne | 3:42.56  |           | 5      |
| 5    | Christian Obrist         | Italie          | 3:42.67  | P.B.      | 4      |
| 6    | Andrey Zadorozhniy       | Russie          | 3:42.69  |           | 3      |
| 7    | Kostantinos Karakatsanis | Grèce           | 3:44.75  |           | 2      |
| 8    | Franek Haschke           | Allemagne       | 15:45.11 |           | 1      |

### 3000 mètres
| Rang | Nom                | Nationalité     | Temps   | Remarques | Points |
| ---- | ------------------ | --------------- | ------- | --------- | ------ |
| 1    | Yousef El Nasri    | Espagne         | 8:00.28 |           | 9      |
| 2    | Jan Fitschen       | Allemagne       | 8:00.59 |           | 7      |
| 3    | Lorenzo Perrone    | Italie          | 8:01.15 |           | 6      |
| 4    | Serguey Yemelyanov | Russie          | 8:02.40 |           | 5      |
| 5    | Michalis Gelasakis | Grèce           | 8:02.99 |           | 4      |
| 6    | Vincent Le Dauphin | France          | 8:09.72 |           | 3      |
| 7    | Rob Whalley        | Grande-Bretagne | 8:13.81 |           | 2      |
| 8    | Jakub Burghard     | Pologne         | 8:29.56 |           | 1      |

### 60 mètres haies
| Rang | Ligne | Nom               | Nationalité     | Temps | Remarques | Points |
| ---- | ----- | ----------------- | --------------- | ----- | --------- | ------ |
| 1    | 7     | Mike Fenner       | Allemagne       | 7,68  |           | 9      |
| 2    | 4     | Andrea Giaconi    | Italie          | 7,74  |           | 7      |
| 3    | 6     | Ladji Doucouré    | France          | 7,77  |           | 6      |
| 4    | 2     | Felipe Vivancos   | Espagne         | 7,77  | P.B.      | 5      |
| 5    | 8     | Artur Kohutek     | Pologne         | 7,81  |           | 4      |
| 6    | 3     | Andrey Kislykh    | Russie          | 7,82  | FS1       | 3      |
| 7    | 5     | Dominic Girdler   | Grande-Bretagne | 7,87  |           | 2      |
| 8    | 1     | Dimitrios Pietris | Grèce           | 7,93  |           | 1      |

### Relais suédois(200/400/600/800 mètres)
| Rang | Série | Nation          | Les athlètes                                                          | Temps    | Remarques | Points |
| ---- | ----- | --------------- | --------------------------------------------------------------------- | -------- | --------- | ------ |
| 1    | A     | France          | Leslie Djhone, Cédric Felip, Jimmy Lomba, Florent Lacasse             | 4:12.26  |           | 9      |
| 2    | A     | Pologne         | Marcin Urbaś, Piotr Rysiukiewicz, Artur Gąsiewski, Grzegorz Krzosek   | 16:15.18 |           | 7      |
| 3    | A     | Grande-Bretagne | Julian Golding, Matthew Elias, Jared Deacon, Chris Moss               | 4:16.38  |           | 6      |
| 4    | B     | Italie          | Stefano Dacastello, Edoardo Vallet, Domenico Rao, Massimo De Meo      | 4:16.77  |           | 5      |
| 5    | B     | Allemagne       | Markus Malucha, Sebastian Gatzka, Ruwen Faller, Nils Schumann         | 4:17.59  |           | 4      |
| 6    | A     | Grèce           | Anastasios Gousis, Vaios Tigas, Andreas Georgiou, Angelos Thomopoulos | 4:26.24  |           | 3      |
|      | B     | Russie          | Alexandre Ryabov, Alexandre Usov, Dmitri Bogdanov, Ramil Aritkulov    | DQ       |           | 0      |
|      | B     | Espagne         | Santiago Ezquerro, Salvador Rodríguez, Daniel Ruiz, Sergio Gallardo   | DQ       |           | 0      |

### Saut en hauteur
| Rang | Nom                | Nationalité     | 2.10 | 2.15 | 2.19 | 2.22 | 2.24 | 2.26 | 2.28 | 2.31 | Résultat | Remarques | Points |
| ---- | ------------------ | --------------- | ---- | ---- | ---- | ---- | ---- | ---- | ---- | ---- | -------- | --------- | ------ |
| 1    | Alessandro Talotti | Italie          | –    | o    | o    | xo   | o    | xxx  | xx o | xxx  | 2.28     | =PB       | 9      |
| 2    | Yaroslav Rybakov   | Russie          | –    | –    | –    | o    | –    | o    | xxx  |      | 2.26     |           | 7      |
| 3    | Romain Fricke      | Allemagne       | o    | xo   | o    | o    | o    | xxx  |      |      | 2.24     | P.B.      | 6      |
| 4    | Jeanne Charmant    | France          | –    | o    | xo   | xx o | xxx  |      |      |      | 2.22     |           | 5      |
| 5    | Javier Bermejo     | Espagne         | o    | o    | o    | xxx  |      |      |      |      | 2.19     |           | 4      |
| 6    | Grzegorz Sposób    | Pologne         | –    | xo   | xx o | xxx  |      |      |      |      | 2.19     |           | 3      |
| 7    | Dimitrios Syrakos  | Grèce           | o    | xo   | xxx  |      |      |      |      |      | 2.15     |           | 2      |
|      | Ben Challenger     | Grande-Bretagne | –    | xxx  |      |      |      |      |      |      | NM       |           | 0      |

### Saut en longueur
| Rang | Nom               | Nationalité     | #1   | #2   | #3   | #4   | Résultat | Remarques | Points |
| ---- | ----------------- | --------------- | ---- | ---- | ---- | ---- | -------- | --------- | ------ |
| 1    | Yago Lamela       | Espagne         | 7,87 | 7,93 | 7,77 | 8.09 | 8.09     |           | 9      |
| 2    | Ruslan Gataullin  | Russie          | 7,86 | 7,97 | 7,86 | 7,93 | 7,97     |           | 7      |
| 3    | Chris Tomlinson   | Grande-Bretagne | 7,83 | 7.80 | 7,97 | 7,82 | 7,97     | P.B.      | 6      |
| 4    | Salim Sdiri       | France          | X    | 7,79 | 7,84 | 7.54 | 7,84     | P.B.      | 5      |
| 5    | Tomasz Mateusiak  | Pologne         | 7.58 | 7,74 | 7.28 | 7,79 | 7,79     | P.B.      | 4      |
| 6    | Schahriar Bigdeli | Allemagne       | 7.51 | 7.56 | 7h70 | X    | 7h70     |           | 3      |
| 7    | Nicola Trentin    | Italie          | X    | X    | 7h50 | 7.48 | 7h50     |           | 2      |
| 8    | Louis Tsatoumas   | Grèce           | X    | 4.29 | –    | –    | 4.29     |           | 1      |

### Lancer du poids
| Rang | Nom                | Nationalité     | #1    | #2    | #3    | #4    | Résultat | Remarques | Points |
| ---- | ------------------ | --------------- | ----- | ----- | ----- | ----- | -------- | --------- | ------ |
| 1    | Ralf Bartels       | Allemagne       | 19.24 | 19h60 | 19.69 | 19.04 | 19.69    |           | 9      |
| 2    | Manuel Martínez    | Espagne         | 19h60 | 19h49 | 19h46 | X     | 19h60    |           | 7      |
| 3    | Ivan Yushkov       | Russie          | 19.01 | 19h58 | X     | X     | 19h58    |           | 6      |
| 4    | Yves Niaré         | France          | X     | 19h31 | X     | X     | 19h31    | P.B.      | 5      |
| 5    | Tomasz Chrzanowski | Pologne         | 18.97 | X     | 19h30 | X     | 19h30    | P.B.      | 4      |
| 6    | Paolo Dal Soglio   | Italie          | X     | X     | X     | 18,99 | 18,99    |           | 3      |
| 7    | Vaios Tigas        | Grèce           | 18h47 | X     | X     | X     | 18h47    |           | 2      |
| 8    | Scott Rider        | Grande-Bretagne | 16.97 | 17h38 | X     | X     | 17h38    |           | 1      |

## Résultats féminins

### 60 mètres
| Rang | Ligne | Nom               | Nationalité     | Temps | Remarques | Points |
| ---- | ----- | ----------------- | --------------- | ----- | --------- | ------ |
| 1    | 1     | Christine Arron   | France          | 7.18  |           | 9      |
| 2    | 6     | Marina Kislova    | Russie          | 7.24  |           | 7      |
| 3    | 3     | Esther Möller     | Allemagne       | 7h30  |           | 6      |
| 4    | 7     | Joice Maduaka     | Grande-Bretagne | 7.41  |           | 5      |
| 5    | 4     | Eveline Lisenco   | Roumanie        | 7.46  |           | 4      |
| 6    | 5     | Marina Vasarmidou | Grèce           | 7.47  |           | 3      |
| 7    | 8     | Daria Onyśko      | Pologne         | 7.48  | P.B.      | 2      |
| 8    | 2     | Carme Blay        | Espagne         | 7h55  |           | 1      |

### 400 mètres
| Rang | Série | Nom                  | Nationalité     | Temps | Remarques | Points |
| ---- | ----- | -------------------- | --------------- | ----- | --------- | ------ |
| 1    | A     | Grit Breuer          | Allemagne       | 51.91 |           | 9      |
| 2    | B     | Catherine Murphy     | Grande-Bretagne | 52,63 |           | 7      |
| 3    | B     | Natalya Antyukh      | Russie          | 52,66 |           | 6      |
| 4    | A     | Grażyna Prokopek     | Pologne         | 53.11 |           | 5      |
| 5    | A     | Marie-Louise Bévis   | France          | 54,50 | SB        | 4      |
| 6    | B     | Chrysoula Goudenoudi | Grèce           | 54,68 |           | 3      |
| 7    | A     | Mari Paz Maqueda     | Espagne         | 54.71 | P.B.      | 2      |
| 8    | B     | Alina Rîpanu         | Roumanie        | 55.59 |           | 1      |

### 800 mètres
| Rang | Nom               | Nationalité     | Temps   | Remarques | Points |
| ---- | ----------------- | --------------- | ------- | --------- | ------ |
| 1    | Mayte Martínez    | Espagne         | 2:03.14 |           | 9      |
| 2    | Joanne Fenn       | Grande-Bretagne | 2:03.70 |           | 7      |
| 3    | Anna Jakubczak    | Pologne         | 2:04.03 |           | 6      |
| 4    | Heike Meissner    | Allemagne       | 2:05.31 |           | 5      |
| 5    | Irina Vashentseva | Russie          | 2:05.94 |           | 4      |
| 6    | Virginie Fouquet  | France          | 2:06.99 |           | 3      |
| 7    | Maria Cioncan     | Roumanie        | 2:07.37 |           | 2      |
| 8    | Maria Ntalaka     | Grèce           | 2:16.92 |           | 1      |

### 1500 mètres
| Rang | Nom                 | Nationalité     | Temps    | Remarques | Points |
| ---- | ------------------- | --------------- | -------- | --------- | ------ |
| 1    | Hayley Tullett      | Grande-Bretagne | 4:08.63  |           | 9      |
| 2    | Yuliya Kosenkova    | Russie          | 16:09.10 |           | 7      |
| 3    | Lidia Chojecka      | Pologne         | 4:10.79  |           | 6      |
| 4    | Elena Iagar         | Roumanie        | 4:14.31  |           | 5      |
| 5    | Adoracion García    | Espagne         | 4:14.59  |           | 4      |
| 6    | Konstadina Efentaki | Grèce           | 4:17.34  |           | 3      |
| 7    | Emmanuelle Bossert  | France          | 4:17.68  | P.B.      | 2      |
| 8    | Kathleen Friedrich  | Allemagne       | 16:19.49 |           | 1      |

### 3000 mètres
| Rang | Nom                           | Nationalité     | Temps   | Remarques | Points |
| ---- | ----------------------------- | --------------- | ------- | --------- | ------ |
| 1    | Galina Bogomolova             | Russie          | 8:55.41 |           | 9      |
| 2    | Sabrina Mockenhaupt           | Allemagne       | 8:56.33 |           | 7      |
| 3    | Wioletta Frankiewicz-Janowska | Pologne         | 9:00.77 |           | 6      |
| 4    | Maria Martins                 | France          | 9:00.92 | P.B.      | 5      |
| 5    | Maria Tsirba                  | Grèce           | 9:01.47 |           | 4      |
| 6    | Cristina Grosu                | Roumanie        | 9:03.67 |           | 3      |
| 7    | Amaya Piedra                  | Espagne         | 9:07.47 |           | 2      |
| 8    | Kathy Butler                  | Grande-Bretagne | 9:27.02 |           | 1      |

### 60 mètres haies
| Rang | Ligne | Nom               | Nationalité     | Temps | Remarques | Points |
| ---- | ----- | ----------------- | --------------- | ----- | --------- | ------ |
| 1    | 6     | Glory Alozie      | Espagne         | 7,94  |           | 9      |
| 2    | 5     | Linda Ferga       | France          | 8.06  |           | 7      |
| 3    | 1     | Flora Redoumi     | Grèce           | 8.17  |           | 6      |
| 4    | 3     | Rachel King       | Grande-Bretagne | 8h20  |           | 5      |
| 5    | 2     | Svetlana Laukhova | Russie          | 8.21  |           | 4      |
| 6    | 7     | Nadine Hentschke  | Allemagne       | 8.23  |           | 3      |
| 7    | 4     | Justyna Oleksy    | Pologne         | 8.29  | P.B.      | 2      |
| 8    | 8     | Carmen Zamfir     | Roumanie        | 8h70  |           | 1      |

### Relais suédois(200/400/600/800 mètres)
| Rang | Série | Nation          | Les athlètes                                                                     | Temps   | Remarques | Points |
| ---- | ----- | --------------- | -------------------------------------------------------------------------------- | ------- | --------- | ------ |
| 1    | B     | Russie          | Yuliya Tabakova, Svetlana Goncharenko, Svetlana Khrouchtcheleva, Svetlana Klyuka | 4:41.69 |           | 9      |
| 2    | B     | Allemagne       | Gabi Rockmeier, Claudia Marx, Ulrike Urbansky, Anja Knippel                      | 4:49.40 |           | 7      |
| 3    | A     | Roumanie        | Eveline Lisenco, Maria Rus, Alina Rîpanu, Elena Iagăr                            | 4:52.62 |           | 6      |
| 4    | A     | Pologne         | Anna Pacholak, Zuzanna Radecka, Małgorzata Pskit, Anna Zagórska                  | 4:53.36 |           | 5      |
| 5    | A     | Espagne         | Cristina Sanz, Daisy Antonio, Miriam Bravo, Esther Desviat                       | 4:53.91 |           | 4      |
| 6    | B     | France          | Sylviane Félix, Fabé Dia, Peggy Babin, Aurélie Coulaud                           | 4:56.08 |           | 3      |
| 7    | B     | Grande-Bretagne | Susan Burnside, Victoria Griffiths, Jenny Meadows, Hayley Tullett                | 4:57.89 |           | 2      |
|      | A     | Grèce           | Olga Kaidantzi, Paraskevi Tsapara, Angeliki Raftaki, Anastasia Mylona            | DQ      |           | 0      |

### Saut à la perche
| Rang | Nom                | Nationalité     | 3,80 | 16h00 | 4.15 | 16h30 | 4h40 | 4,50 | 4,60 | 4,65 | 4,77 | Résultat | Remarques | Points |
| ---- | ------------------ | --------------- | ---- | ----- | ---- | ----- | ---- | ---- | ---- | ---- | ---- | -------- | --------- | ------ |
| 1    | Svetlana Feofanova | Russie          | –    | –     | –    | –     | o    | o    | o    | xo   | xxx  | 4,65     |           | 9      |
| 2    | Annika Becker      | Allemagne       | –    | –     | –    | o     | xo   | o    | X-   | xx   |      | 4,50     |           | 7      |
| 3    | Monika Pyrek       | Pologne         | –    | –     | o    | o     | xxx  |      |      |      |      | 16h30    |           | 6      |
| 4    | Georgia Tsiliggiri | Grèce           | xo   | o     | xx o | xxx   |      |      |      |      |      | 4.15     |           | 5      |
| 5    | Vanessa Boslak     | France          | –    | o     | xxx  |       |      |      |      |      |      | 16h00    |           | 4      |
| 6    | Tracey Bloomfield  | Grande-Bretagne | xo   | xxx   |      |       |      |      |      |      |      | 3,80     |           | 3      |
|      | Naroa Agirre       | Espagne         | xxx  |       |      |       |      |      |      |      |      | NM       |           | 0      |
|      |                    | Roumanie        |      |       |      |       |      |      |      |      |      | DNS      |           | 0      |

### Triple saut
| Rang | Nom                | Nationalité     | #1    | #2    | #3    | #4    | Résultat | Remarques | Points |
| ---- | ------------------ | --------------- | ----- | ----- | ----- | ----- | -------- | --------- | ------ |
| 1    | Adelina Gavrila    | Roumanie        | 14h10 | 14.23 | 14.04 | 14.07 | 14.23    |           | 9      |
| 2    | Olga Vasdeki       | Grèce           | 13.94 | 13.95 | X     | 14.07 | 14.07    |           | 7      |
| 3    | Carlota Castrejana | Espagne         | 13h44 | 13.57 | 13.97 | 14.01 | 14.01    |           | 6      |
| 4    | Nadezhda Bazhenova | Russie          | X     | 13h58 | 13.69 | X     | 13.69    |           | 5      |
| 5    | Katja Umlauft      | Allemagne       | X     | 13.51 | 13h55 | X     | 13h55    |           | 4      |
| 6    | Amy Zongo          | France          | 13.19 | –     | –     | –     | 13.19    |           | 3      |
| 7    | Liliana Zagacka    | Pologne         | 13.12 | X     | 13.16 | 13.06 | 13.16    |           | 2      |
| 8    | Rebecca White      | Grande-Bretagne | X     | X     | 12h44 | 12h85 | 12h85    | P.B.      | 1      |